# Bao báp
Bao báp (bắt nguồn từ tiếng Pháp baobab (/ˈbaʊbæb/ hoặc /ˈbeɪoʊbæb/)) là một chi của 8 loài cây thân gỗ có kích thước từ vừa đến lớn, trước đây được coi là thuộc họ Gạo (Bombacaceae), hiện nay được coi là thuộc phân họ Gạo (Bombacoideae), có nguồn gốc từ châu Phi (Madagascar với 6 loài, thảo nguyên nhiệt đới Đông Phi với 1 loài và Úc với 1 loài).
Vào đầu thế kỷ 21, bao báp ở miền nam châu Phi bắt đầu chết nhanh chóng từ một nguyên nhân chưa được xác định. Các nhà khoa học tin rằng không thể có khả năng bệnh hoặc sâu bệnh có thể giết chết nhiều cây rất nhanh như vậy, trong khi một số người ước tính rằng bao báp chết là kết quả của sự mất nước từ sự nóng lên toàn cầu.

## Đặc điểm mô tả
- Các loài cây này có chiều cao 5-25 mét (ngoại lệ tới 30 mét), đường kính gốc cây 7-11 mét (hay chu vi gốc cây là 22-35 mét, ngoại lệ có cây lên tới 50 m). Chúng được chú ý vì có khả năng lưu trữ nước bên trong thân cây to phình ra, với dung tích lưu trữ tới 120.000 lít nước để đảm bảo tồn tại trong các điều kiện khô cằn cao cụ thể trong từng khu vực. Tất cả chúng đều có thể có mặt trong các khu vực khô hạn theo mùa. Là các loại cây sớm rụng lá, chúng rụng lá trong mùa khô.
- Một số cây được coi là đã sống hàng ngàn năm, tuy nhiên do gỗ của chúng có các vòng tăng trưởng hàng năm không rõ ràng lại rỗng bên trong nên trước đây không thể kiểm chứng được điều này. Ngày nay nhờ phương pháp carbon phóng xạ, người ta có thể xác định rằng phần lớn trong số này chỉ được vài trăm tuổi, và cây già nhất thì được 2.000 tuổi.[4][5] Khí nhà kính, biến đổi khí hậu và sự nóng lên toàn cầu dường như là yếu tố làm giảm tuổi thọ bao báp.[2]

## Các loài

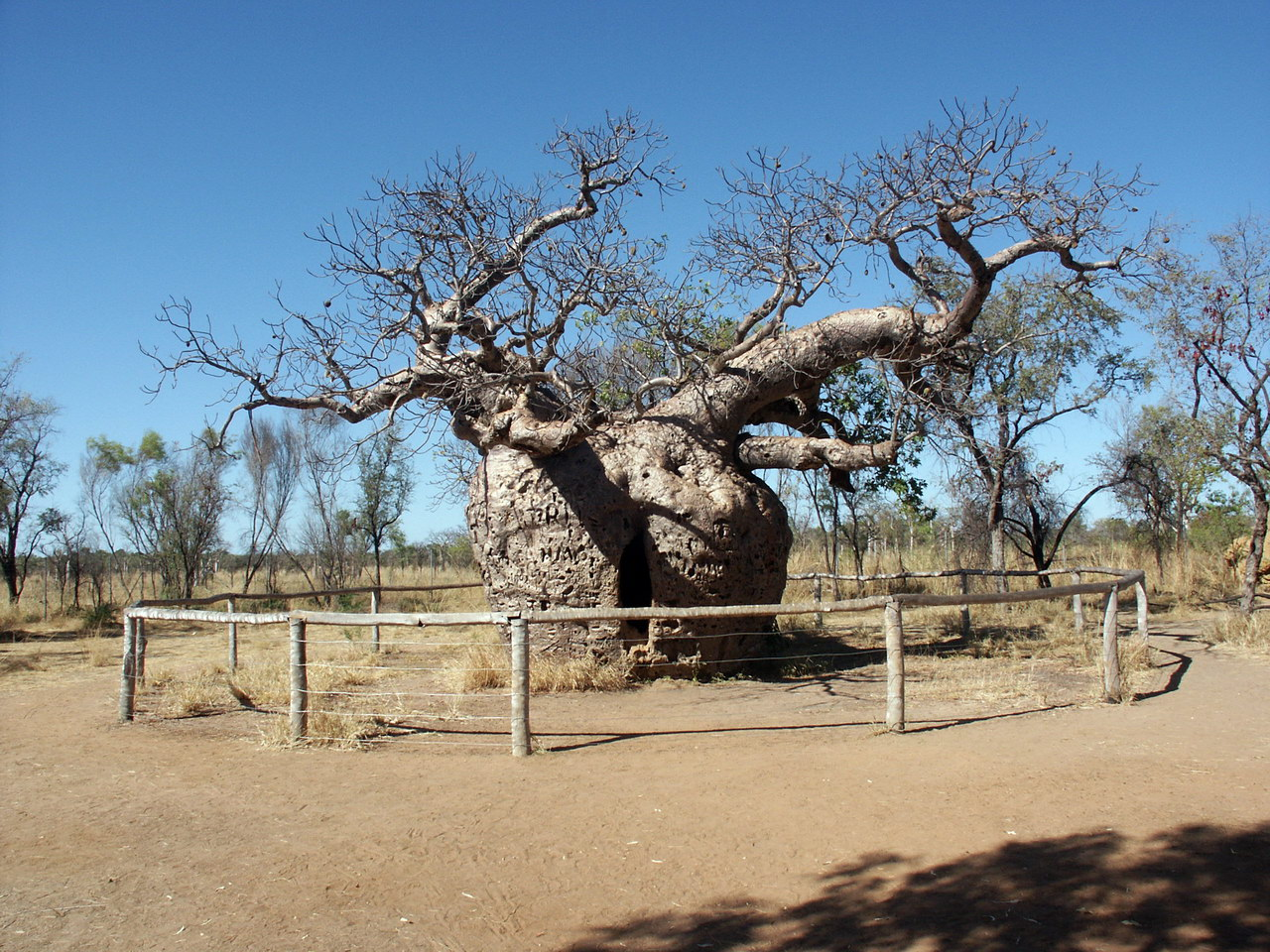
Adansonia gregorii tại Tây Úc

- Adansonia digitata - Bao báp châu Phi (khu vực đông bắc, trung và miền nam châu Phi)
- Adansonia grandidieri - Bao báp Grandidier (Việt Nam)
- Adansonia gregorii (đồng nghĩa A. gibbosa) - Bao báp Úc (tây bắc Úc)
- Adansonia madagascariensis - Bao báp Madagasca (Madagascar)
- Adansonia perrieri - Bao báp Perrier (Madagascar)
- Adansonia rubrostipa (đồng nghĩa A. fony) - Bao báp Fony (Madagascar)
- Adansonia suarezensis - Bao báp Suarez (Madagascar)
- Adansonia za - Bao báp Za (Madagascar)

Tên gọi Adansonia được đặt để thể hiện lòng kính trọng đối với Michel Adanson, một nhà tự nhiên học và nhà thám hiểm người Pháp, do ông là người đã miêu tả A. digitata.

## Công dụng

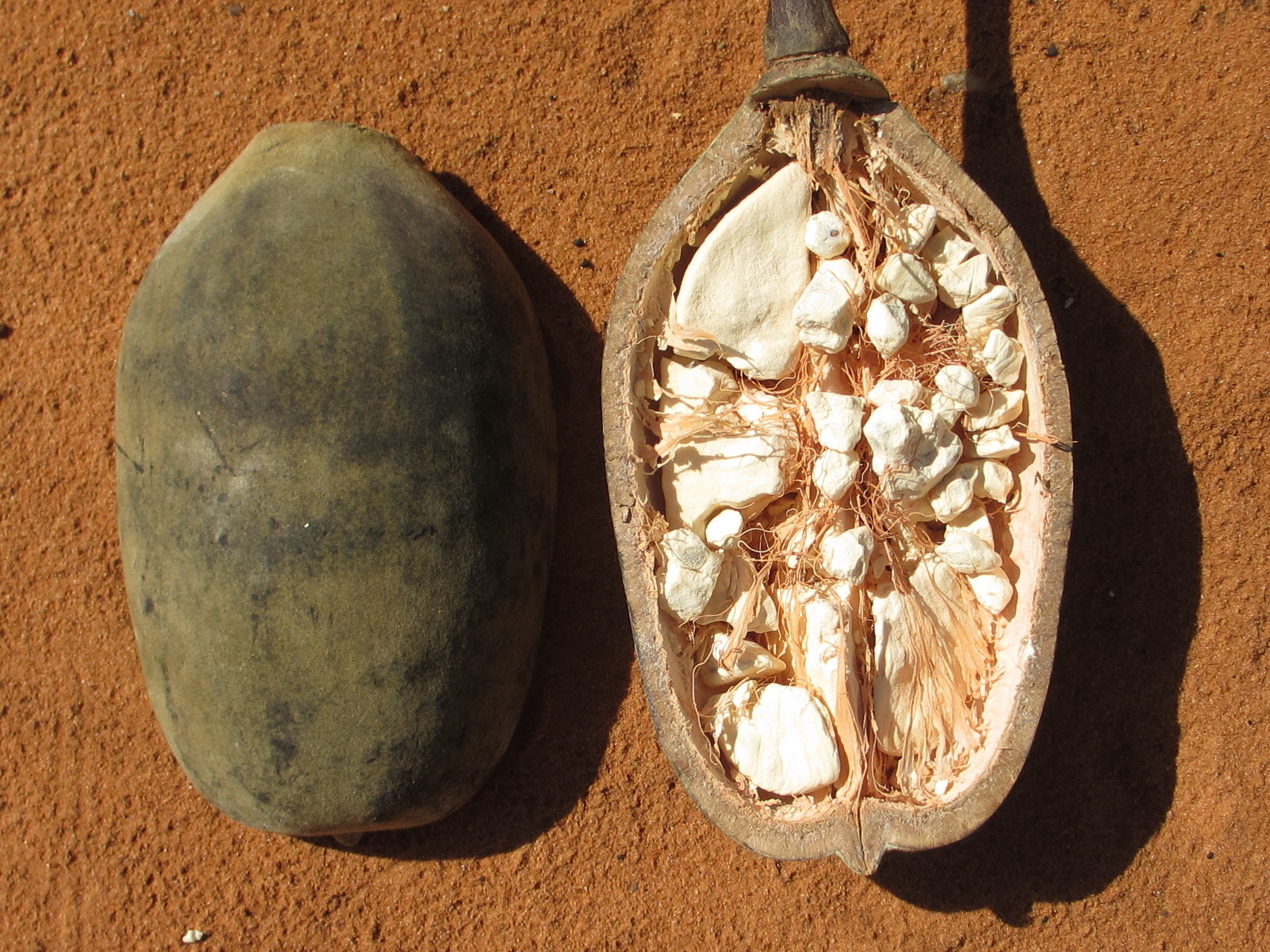
Quả cắt từ Mozambique

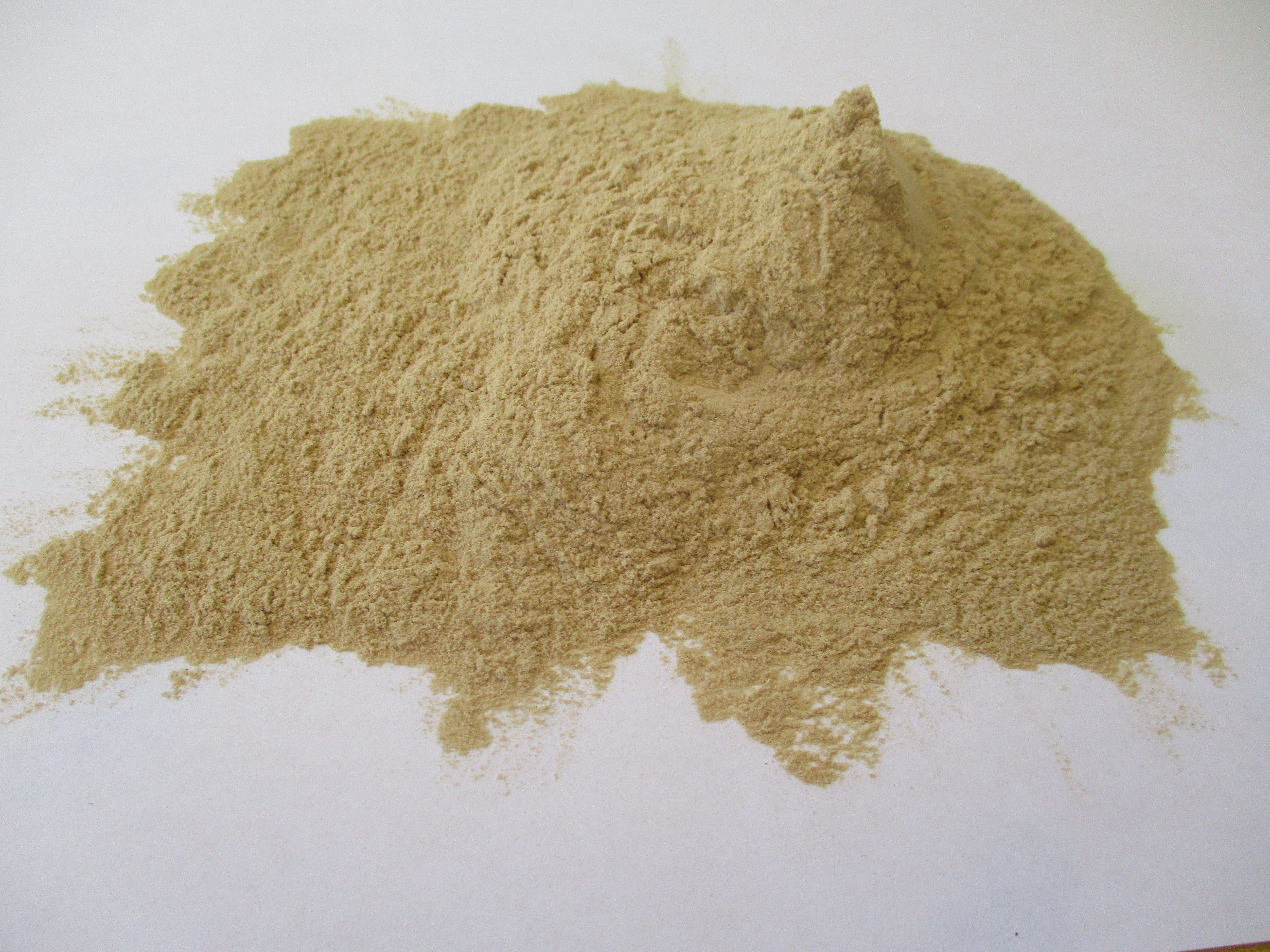
Bột bao báp

### Lá
Được dùng ăn như một loại rau sống (leaf vegetable) hoặc dạng bột khô trong khu vực phân bổ tại châu Phi đại lục, bao gồm Malawi, Zimbabwe và Sahel. Tại Nigeria, người dân địa phương gọi lá của nó là kuka và dùng nó để nấu món súp kuka. Bao báp Úc (tiếng Anh: boab) được thổ dân dùng làm nguồn cung cấp nước và thực phẩm còn lá được dùng làm thuốc.

### Quả
- Có vỏ mềm và có kích thước bằng một quả dừa, nặng khoảng 1,5 kg (3,3 lb), nhưng không phải là hình cầu (globular). Quả tươi được cho là có vị như sorbet.[6] Nó có vị chua, chua, vị cam quýt.[7] Nó là một nguồn tốt của vitamin C, kali, carbohydrate, và phosphor.[8] Bột quả sấy khô của Adansonia digitata, bột bao báp, chứa khoảng 12% nước và mức độ khiêm tốn của các chất dinh dưỡng khác nhau, bao gồm carbohydrate, riboflavin, calci, magnesi, kali, sắt và phytosterol, với hàm lượng protein và chất béo thấp.[7][9][10] Hàm lượng vitamin C, được mô tả là biến trong các mẫu khác nhau, nằm trong khoảng từ 74 đến 163 miligam (1,14 đến 2,52 gr) trên 100 gram bột khô.[7] Cùi thịt khô của quả, sau khi tách khỏi các hạt và sợi, được ăn ngay hoặc trộn lẫn với cháo yến mạch hay sữa.
- Ở Angola, quả khô thường được đun sôi và nước dùng được sử dụng cho nước trái cây hoặc làm cơ sở cho một loại kem được gọi là gelado de múcua.
- Ở Zimbabwe, quả được sử dụng trong các chế phẩm thực phẩm truyền thống bao gồm "ăn trái cây tươi hoặc nghiền nát bột giấy để khuấy thành cháo (porridge) và đồ uống".[11]
- Ở liên minh châu Âu, trước khi được phê duyệt thương mại, bột trái cây bao báp không có sẵn để sử dụng như một thành phần thực phẩm, theo luật năm 1997 quy định rằng các loại thực phẩm không được tiêu thụ phổ biến ở EU sẽ phải được chính thức phê duyệt trước. Trong năm 2008, bột trái cây khô được bảo quản ở EU như một thành phần thực phẩm an toàn,[12] và sau đó trong năm được cấp trạng thái GRAS (generally recognized as safe, thường được công nhận là an toàn) tại Hoa Kỳ.[13]

### Hạt
Được dùng chủ yếu như chất làm đặc cho các món súp, nhưng cũng có thể được lên men thành gia vị hay nướng để ăn trực tiếp hoặc giã nhỏ để chiết dầu thực vật. Bột quả và hạt của A. grandidieri và A. za được ăn sống.

### Thân cây
- Còn là nguồn cung cấp sợi, thuốc nhuộm và dùng làm củi. Tại Tanzania, bột giấy khô của A. digitata được thêm vào cây mía để hỗ trợ quá trình lên men (fermentation) trong sản xuất bia (brewing, beermaking).[16]
- Một cây bao báp lớn, rỗng thân ở miền nam Derby, tây Úc đã được sử dụng trong thập niên 1890 như là nơi giam giữ các tù nhân là thổ dân trên đường đưa họ tới Derby để tử hình. Cây bao báp này hiện vẫn còn và hiện nay nó là nơi thu hút khách du lịch.

### Khác
Một số loài bao báp là nguồn chất xơ (fiber), thuốc nhuộm (dye) và nhiên liệu (fuel). Thổ dân Úc đã sử dụng các loài bản địa A. gregorii cho nhiều sản phẩm: làm dây thừng từ các sợi rễ (root fibers), tô vẽ và chạm khắc phần bên ngoài các loại quả và đeo chúng như là đồ thủ công trang trí (decorative crafts).

## Khía cạnh văn hóa

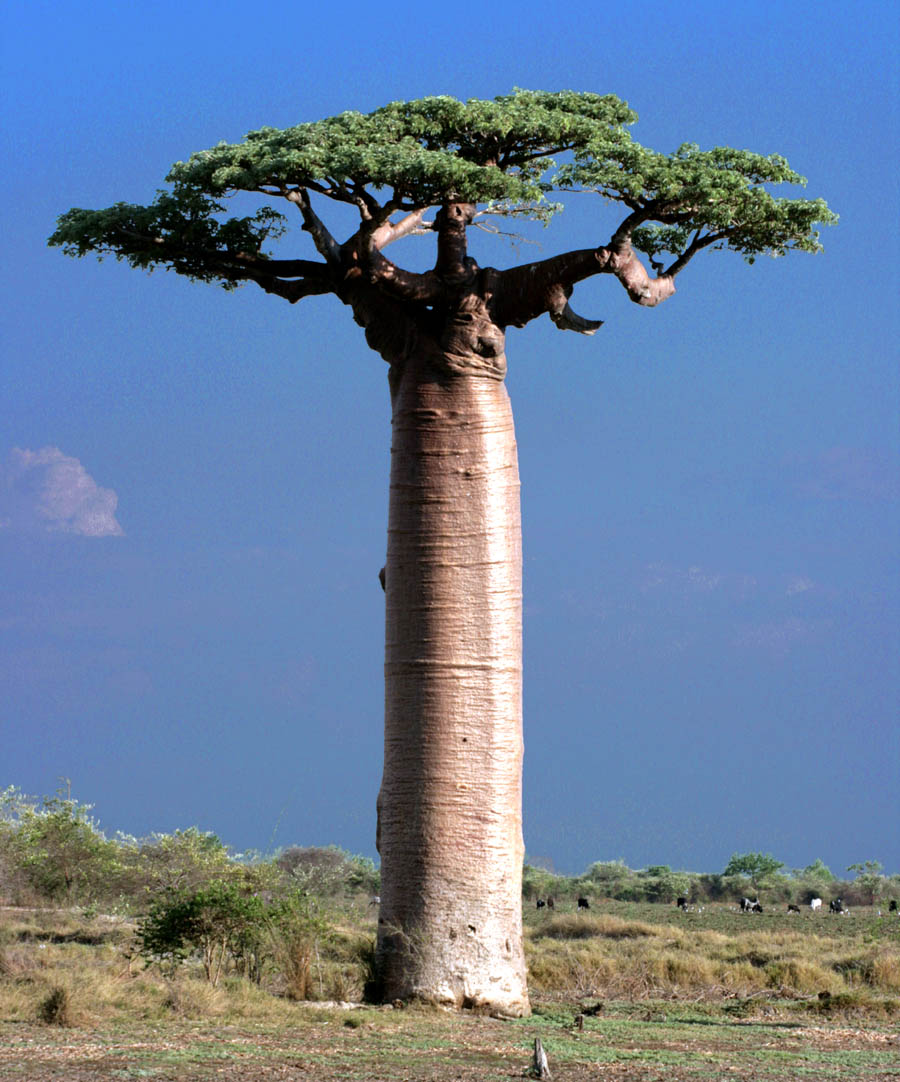
Adansonia grandidieri tại Madagaskar

Bao báp là cây quốc gia của Madagascar.
Trong chuyện Hoàng tử Bé của Antoine de Saint-Exupéry, Hoàng tử Bé đã rất lo lắng là các cây bao báp (được miêu tả như là "các cây to như những con bò") có thể mọc trên tiểu hành tinh rất nhỏ của mình, chiếm hết toàn bộ không gian và thậm chí tách nó ra thành nhiều mảnh.
Rafiki, nhân vật trong The Lion King (Vua Sư tử), làm nhà của mình trên cây bao báp.

## Cây bao báp tại Việt Nam
Tại Việt Nam cũng có một số cây bao báp. Đến thời điểm năm 2008, những cây bao báp lâu đời nhất (trên 50 năm) tại Việt Nam được biết gồm có 1 tại thị xã Hà Tiên, tỉnh Kiên Giang (khoảng 100 năm), và 2 tại Huế (khoảng 60 đến 100 năm). Trong số đó, cây bao báp tại Huế trước nhà hàng Bao báp tại đường Mai Thúc Loan, được xem là phát hiện đầu tiên tại Việt Nam, do kỹ sư lâm nghiệp Nguyễn Hữu Đính mang từ Pháp về (có nguồn gốc từ châu Phi) khoảng năm 1950, và cây bao báp tại phường Đông Hồ, Thị xã Hà Tiên (phát hiện năm 2007) được xem là lâu đời nhất tại Việt Nam. Sau này, bao báp được nhân giống thành công (phần lớn từ cây gốc tại Huế) và được trồng tại nhiều nơi khác, hoặc là mới nhập về, như 4 cây tại TP Hồ Chí Minh, 1 cây tại Hà Nội, nhưng chỉ khoảng 10 năm tuổi.

## Thư viện ảnh
Phân họ: Rosidae (Hoa hồng) - Bộ: Malvales (Cẩm quỳ) - Họ: Malvaceae (Cẩm quỳ) - Phân họ: Bombacoideae (Gạo) - Chi: Adansonia L. Loài: Adansonia digitata L.

### Cây

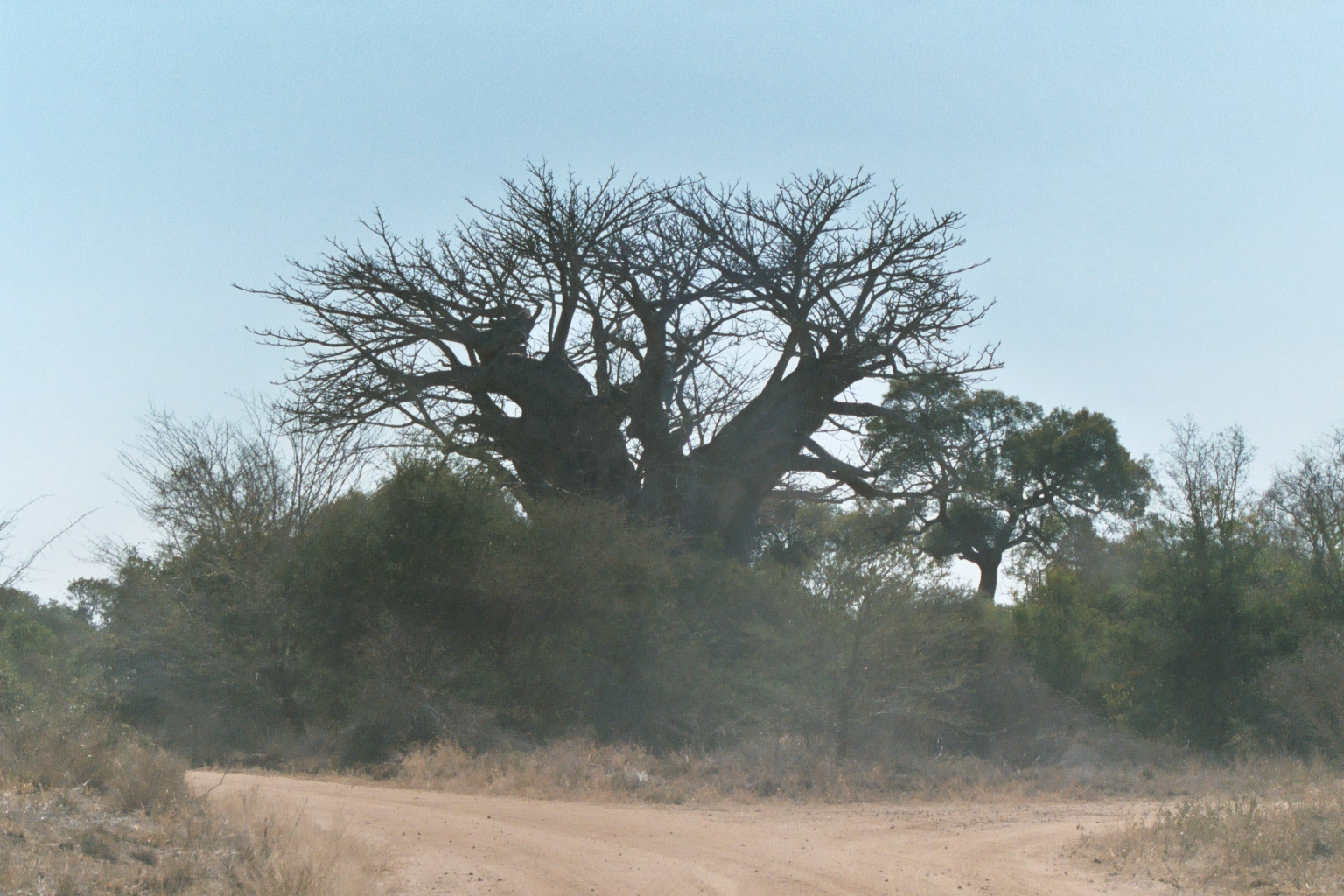
Cây bao báp ở công viên Kruger, Nam Phi, năm 2003
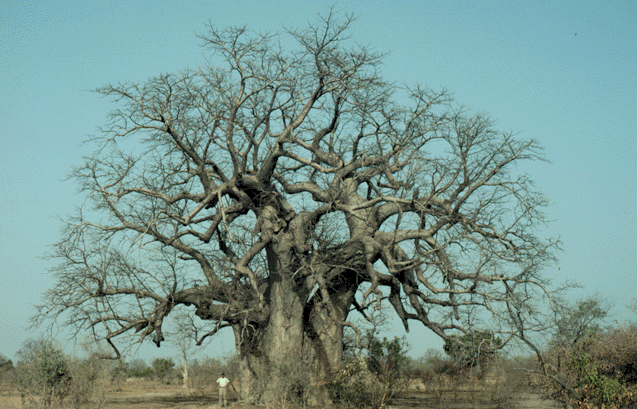
Cây bao báp ở Senegal
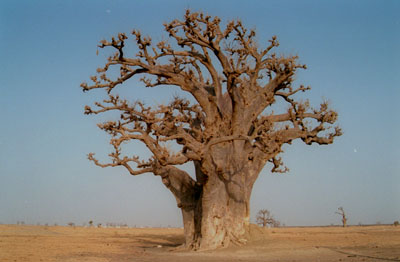
Cây bao báp ở Senegal
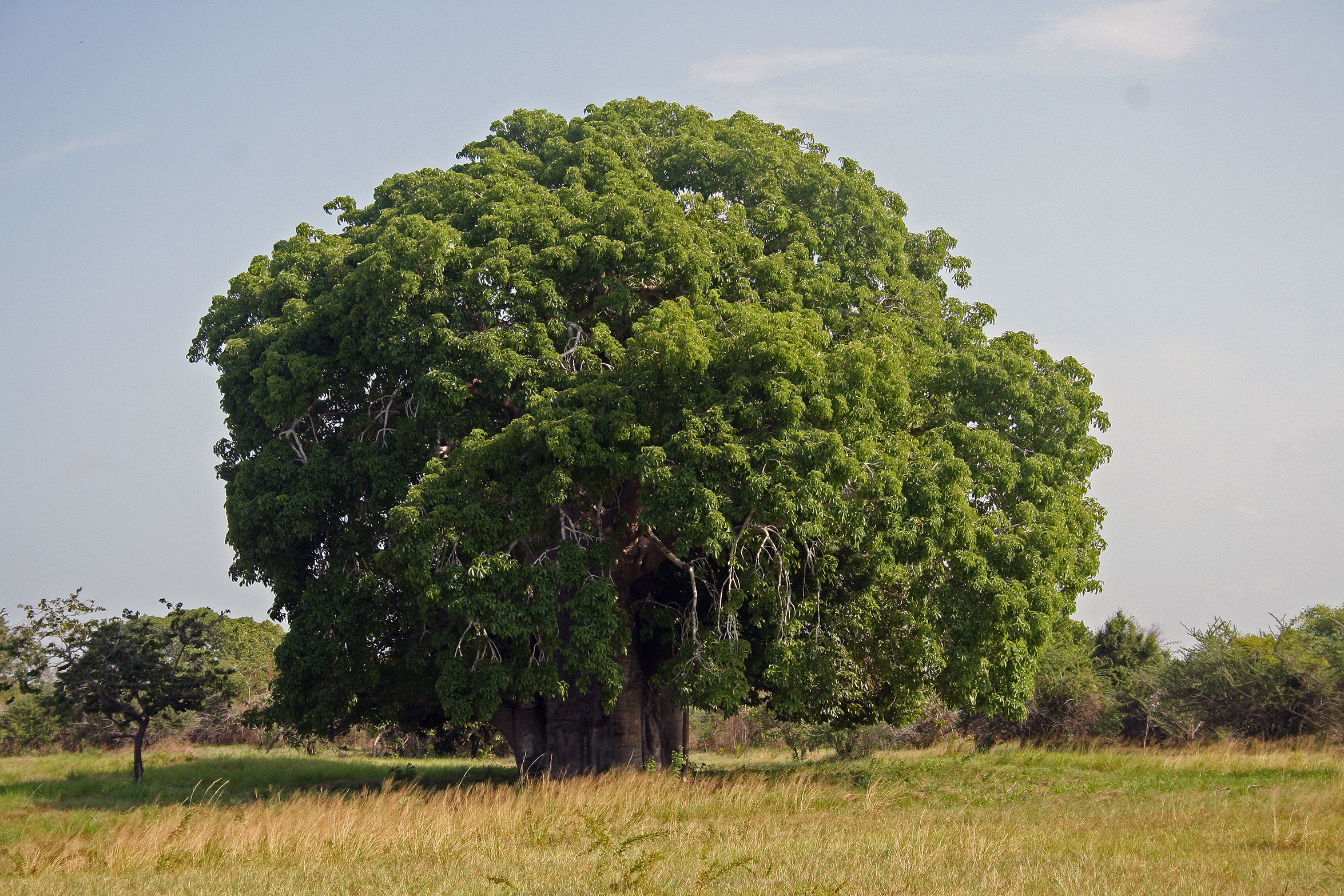
Adansonia digitata tại Bagamoyo Tanzania
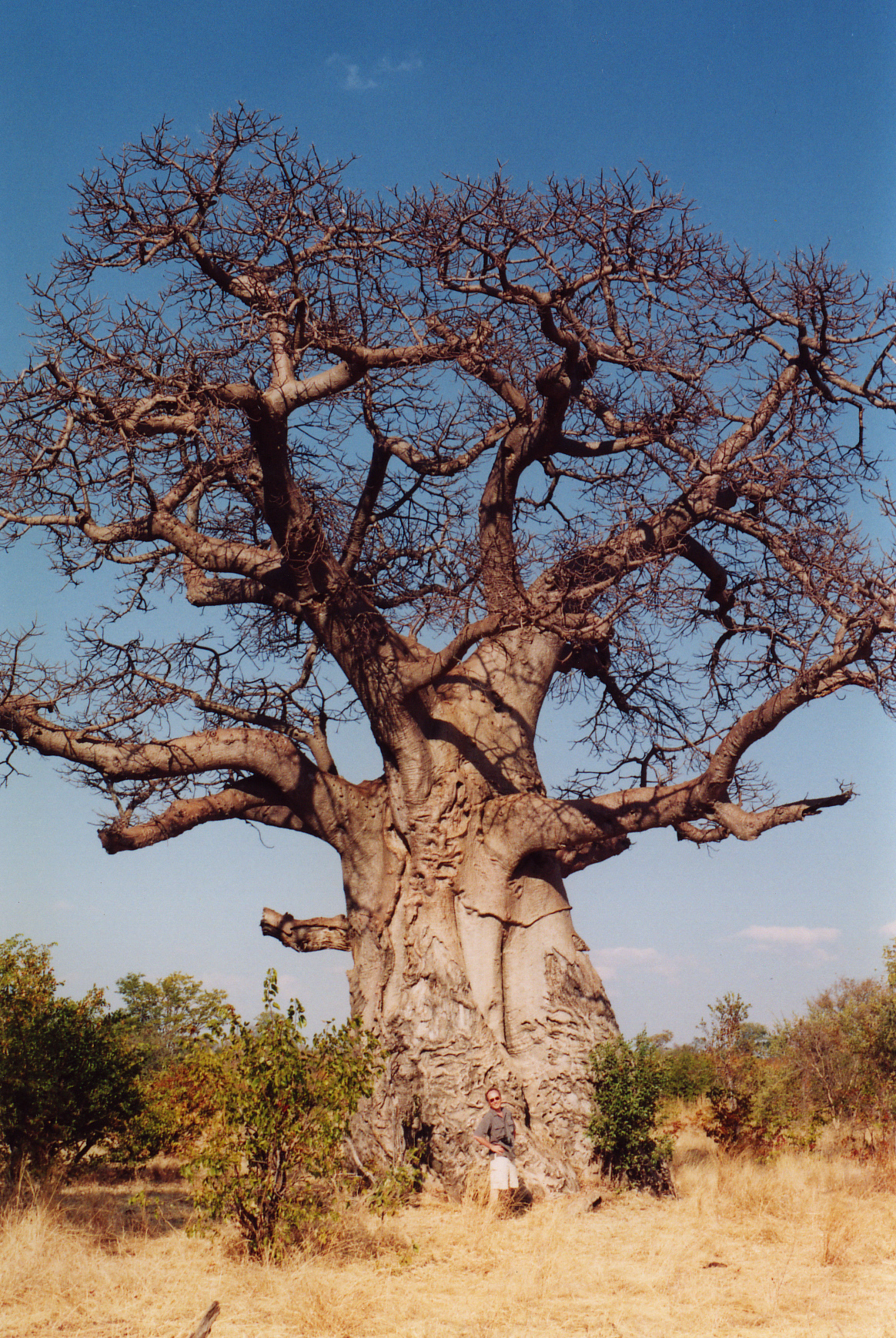
Lưu ý đến người đứng trước cây để có khái niệm về kích thước của nó.
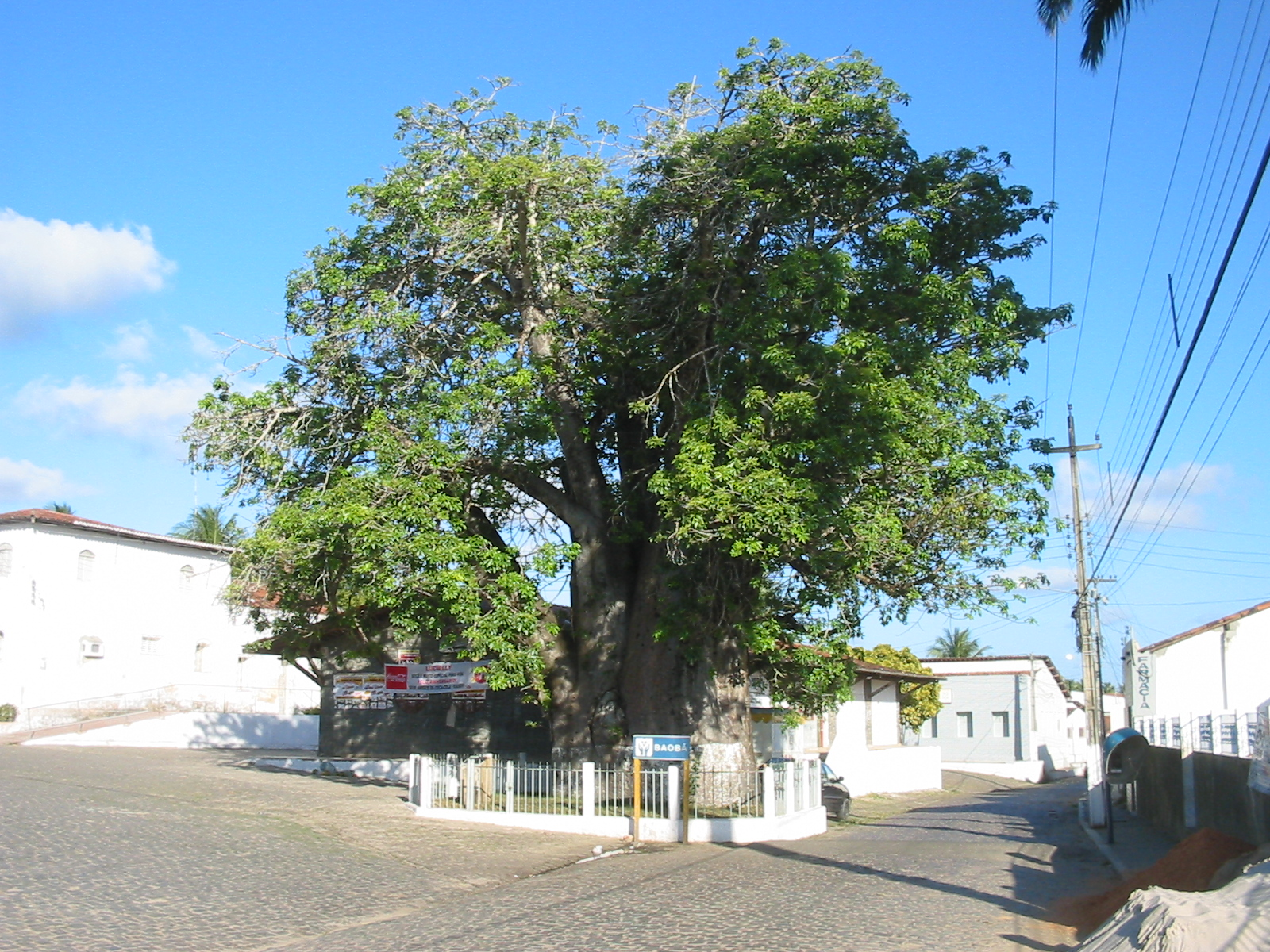
Cây bao báp tại Nísia Floresta, Brasil.
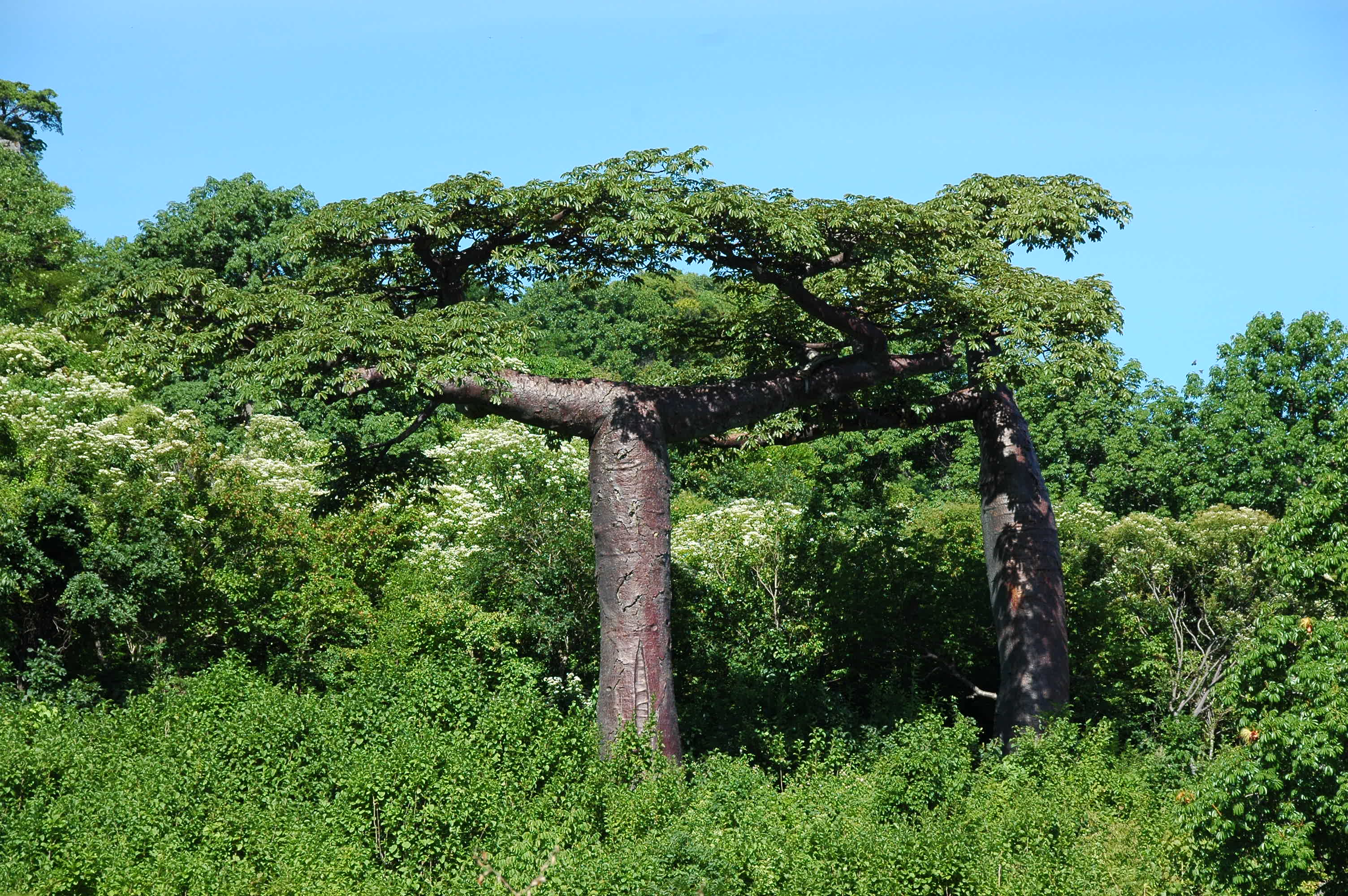
Adansonia suarezensis
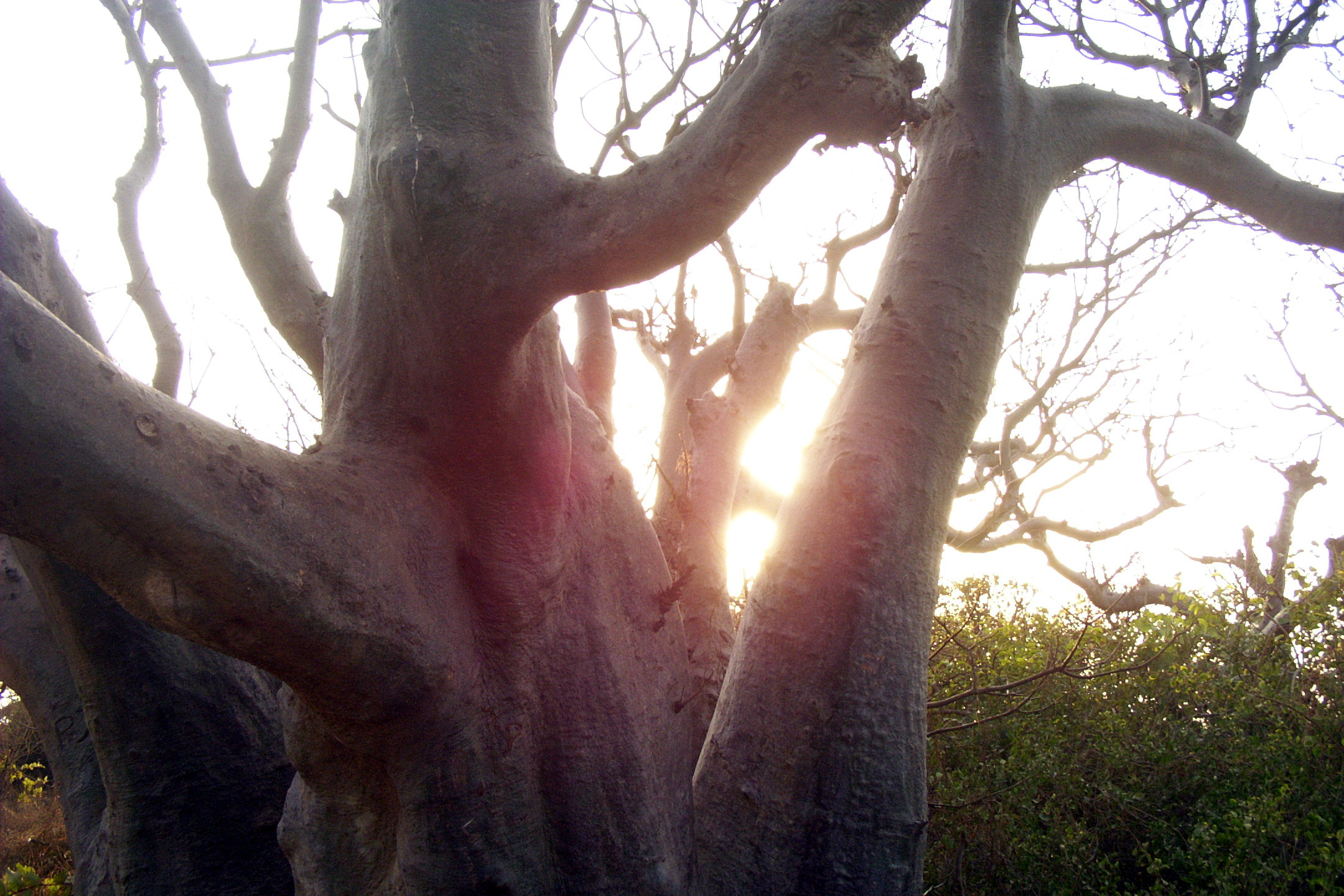
Cây bao báp tại Gambia
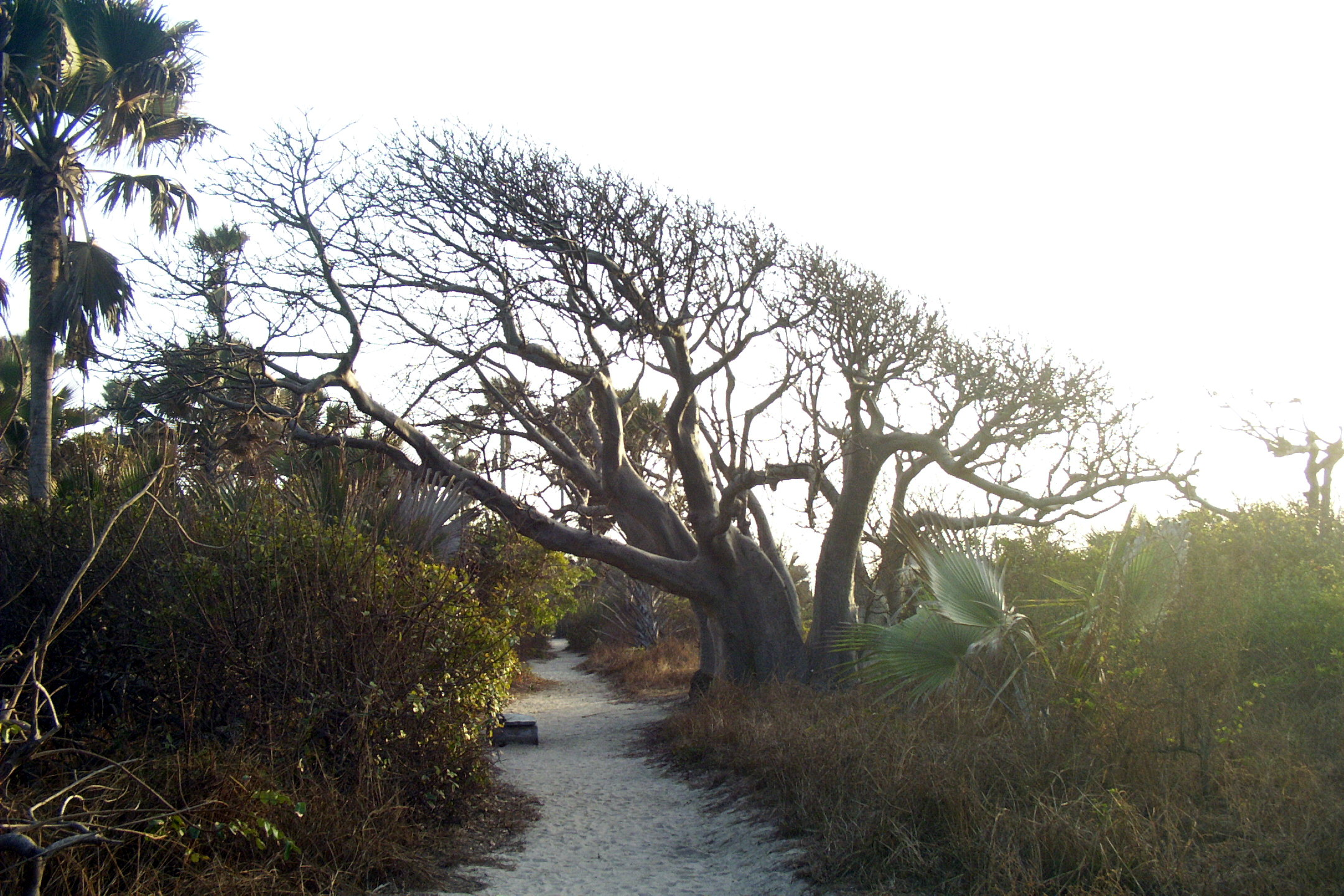
Cây bao báp Adansonia digitata, nhìn từ hướng nam
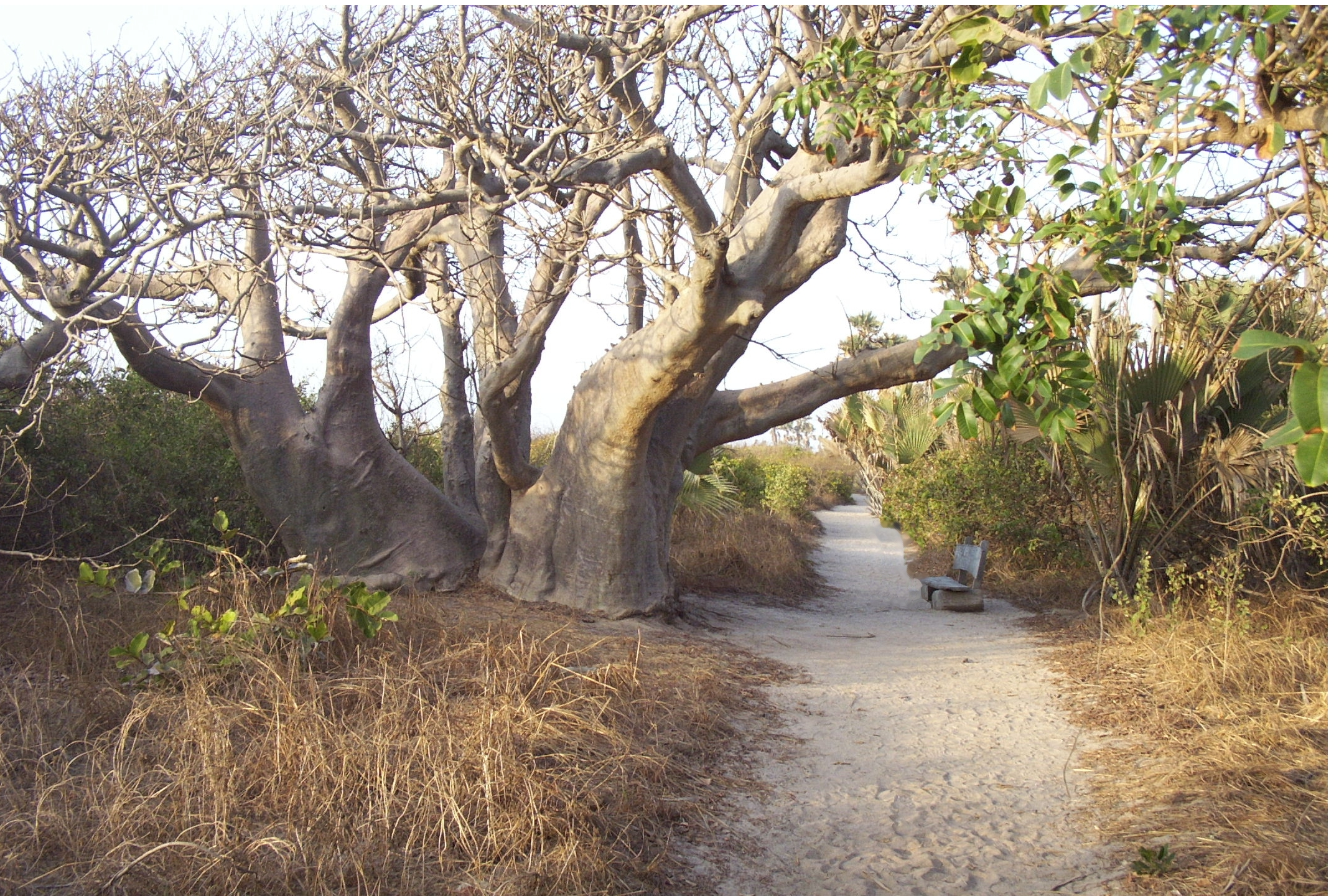
Cây bao báp, nhìn từ hướng bắc
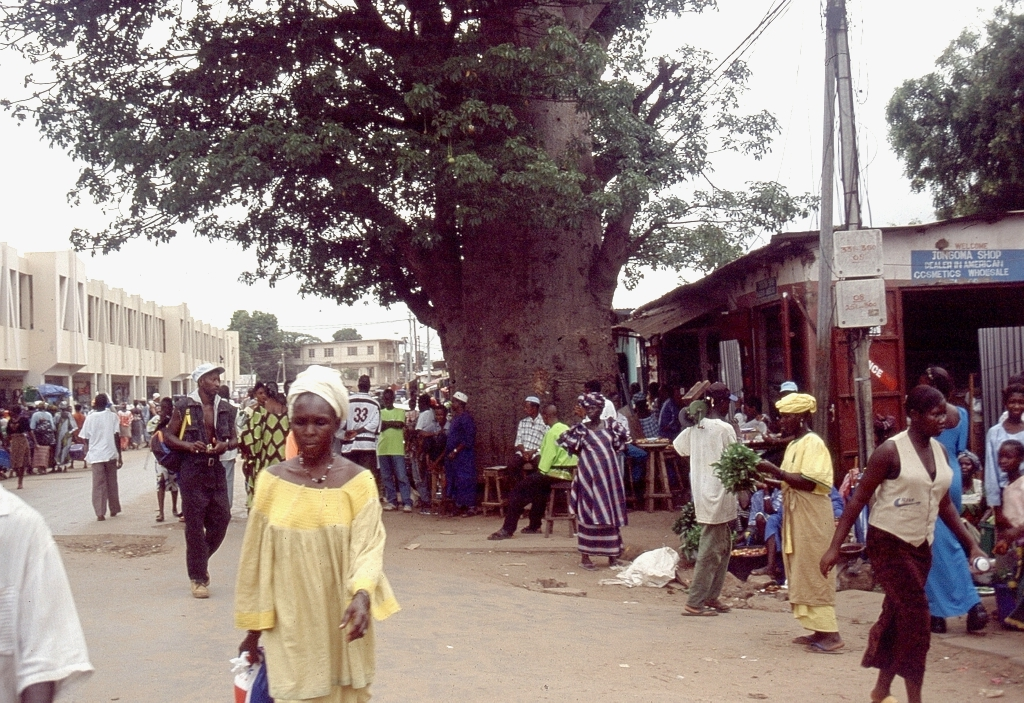
Khu họp chợ ở Serekunda, Gambia
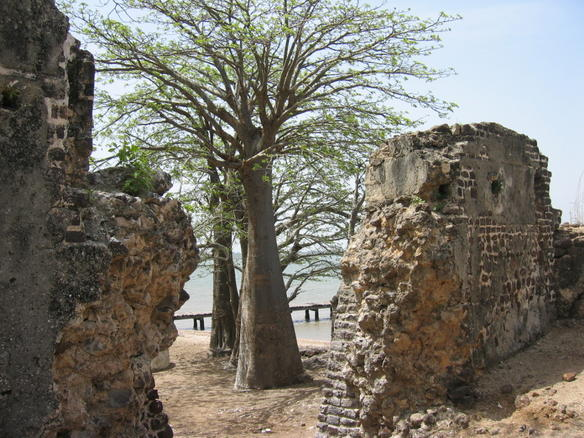
Cây bao báp tại quần đảo James, Gambia
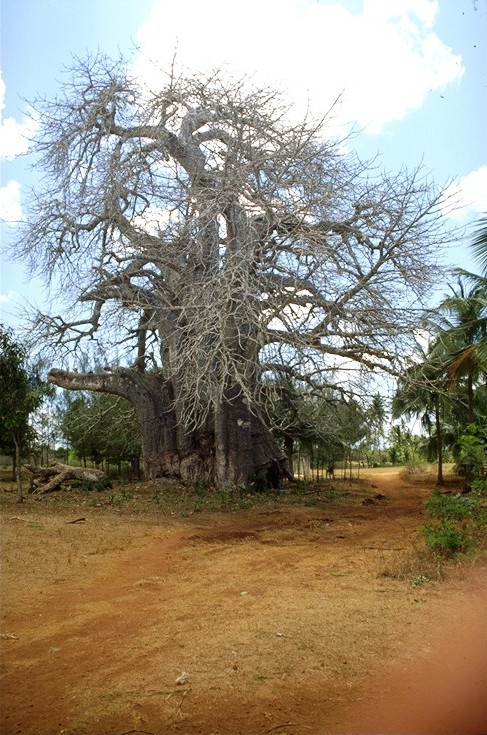
Cây bao báp ở Zanzibar

### Hoa

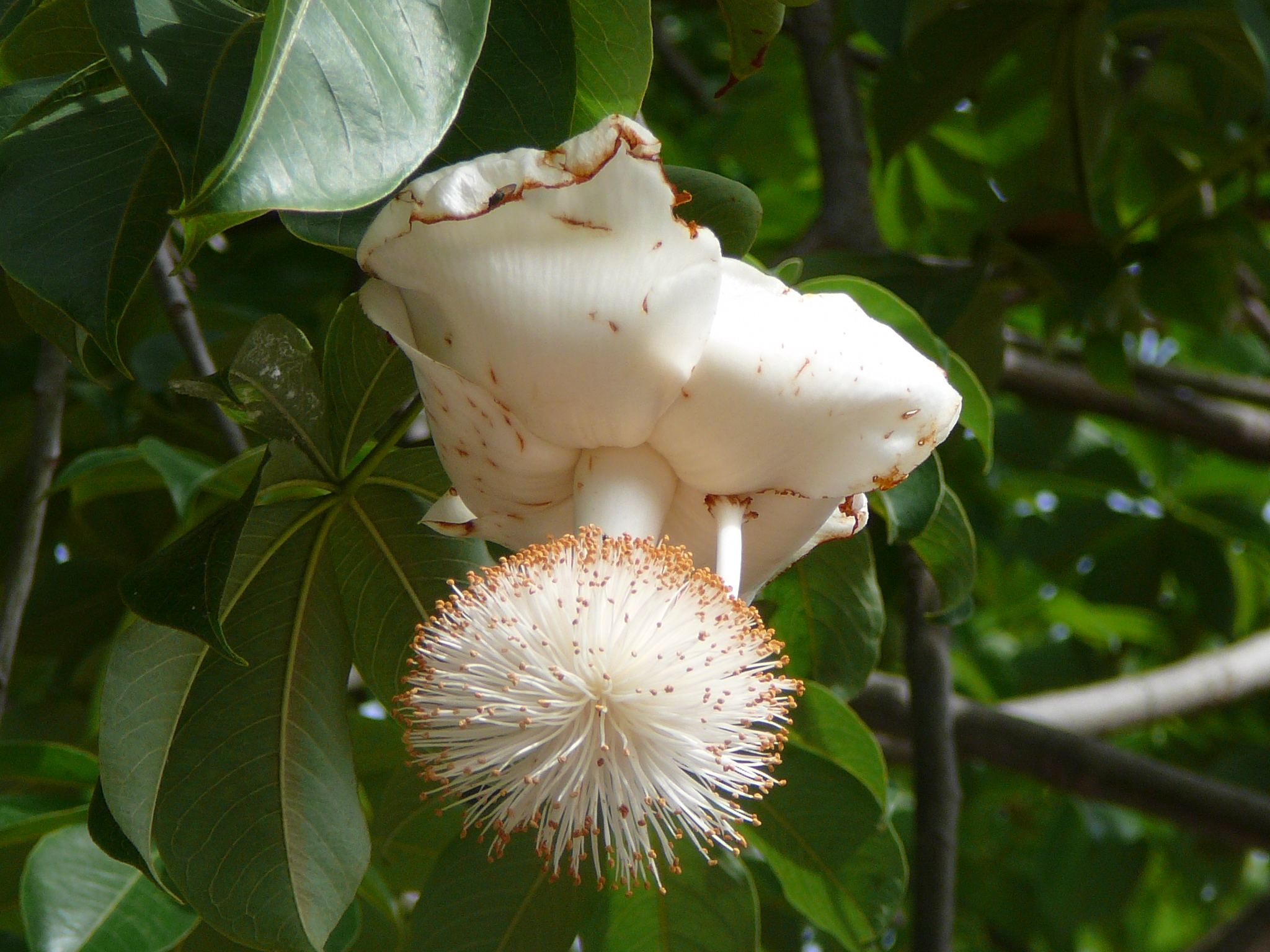
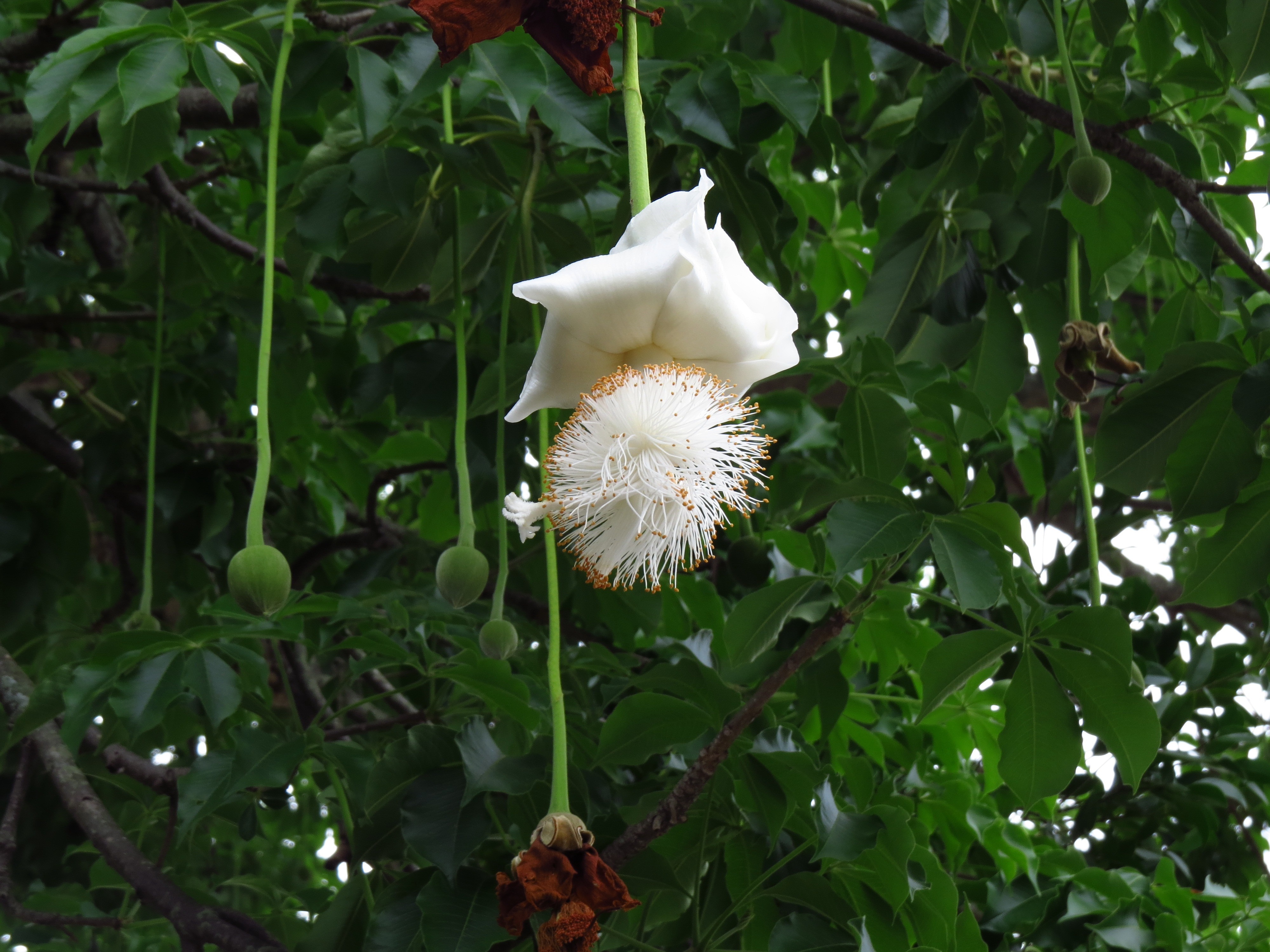
Hoa một cây bao báp tại Huế, Việt Nam

### Quả

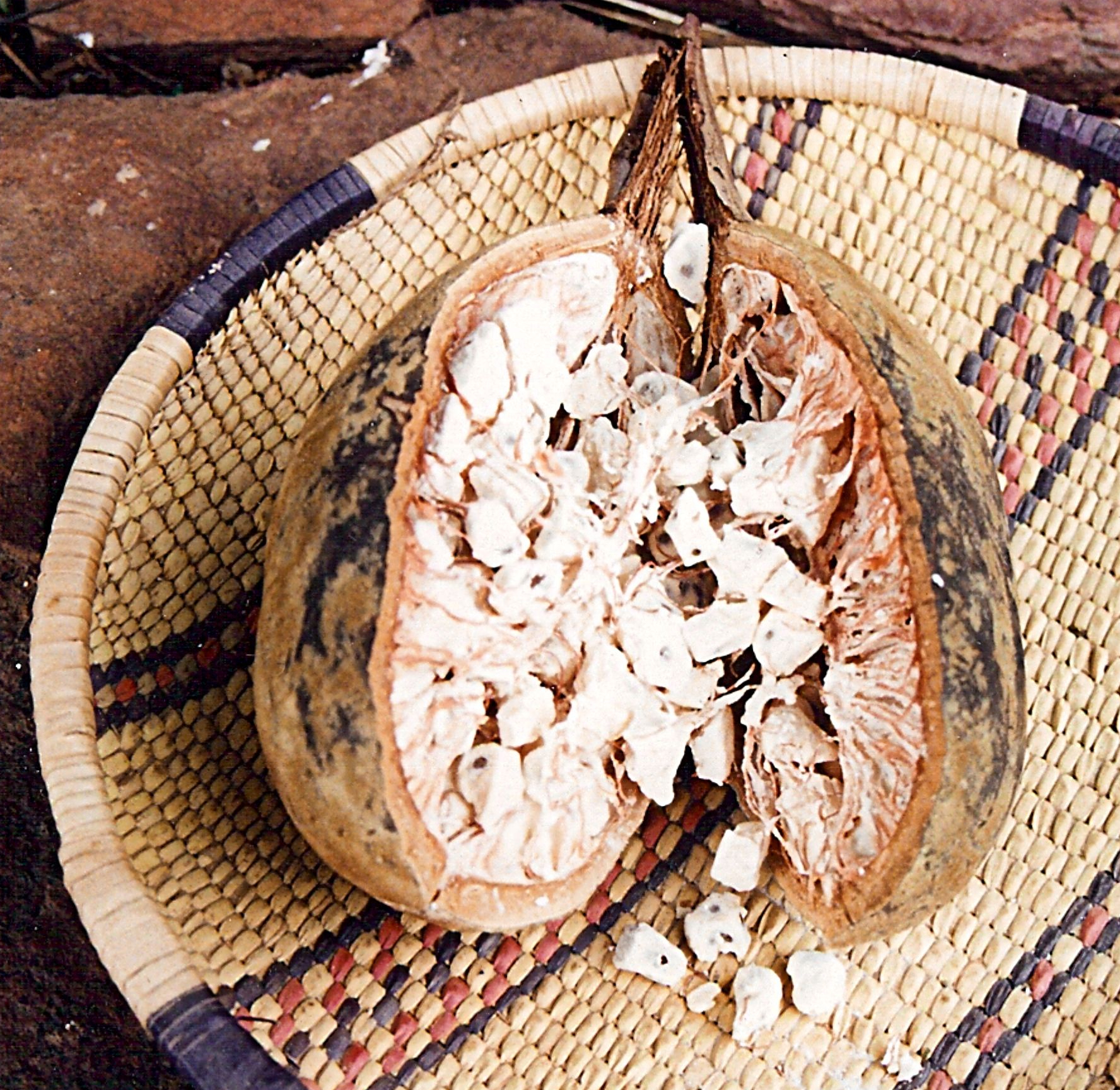
Quả bao báp, được bổ đôi cho thấy phần cùi thịt chứa các hạt
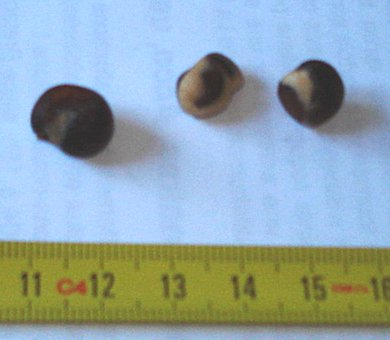
Hạt
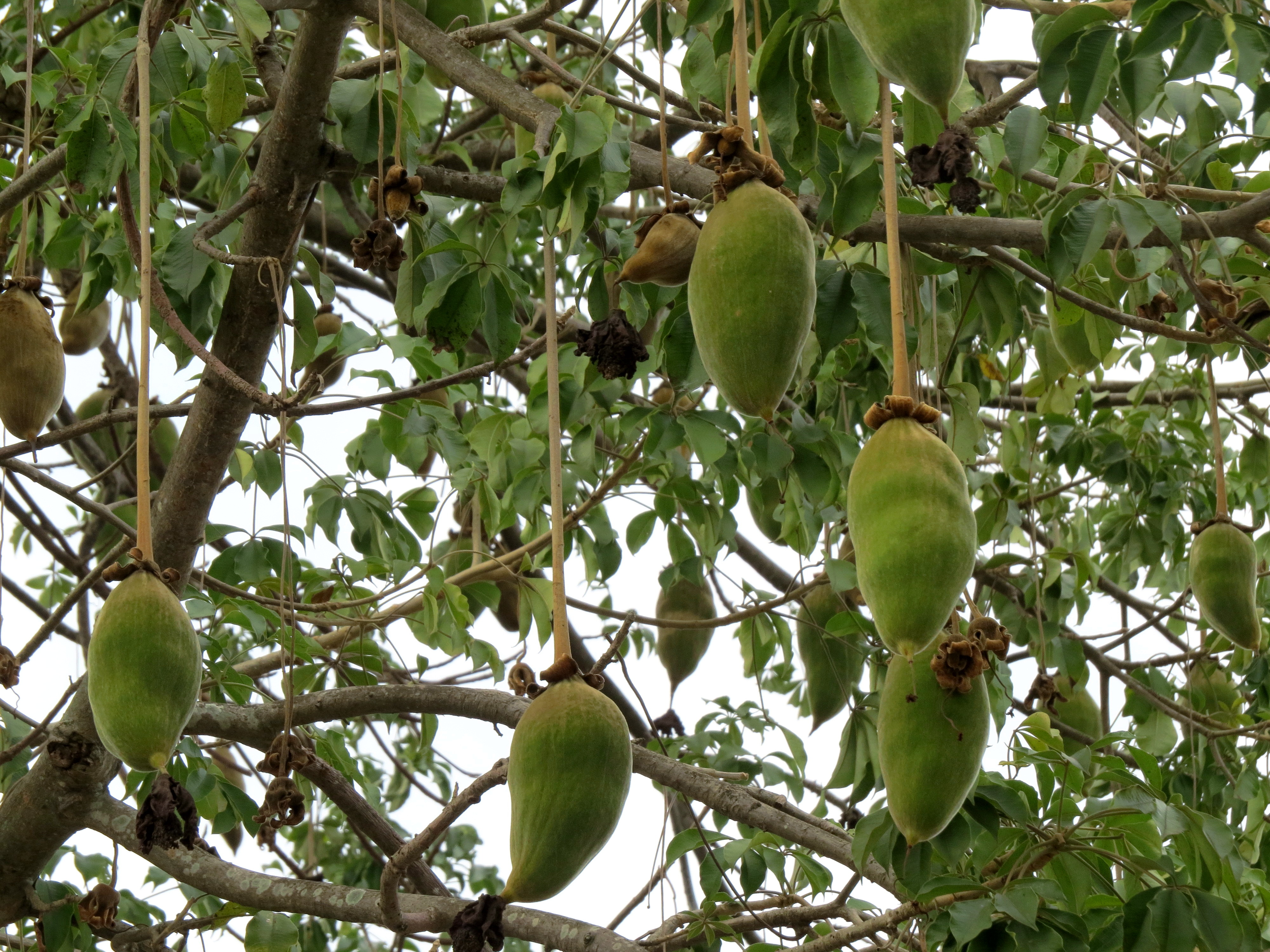
Quả Bao Báp châu Phi (vào khoảng đầu thập kỷ 50, kỹ sư lâm nghiệp Nguyễn Hữu Đính đặt mua về trồng tại Huế, Việt Nam)

### Tượng

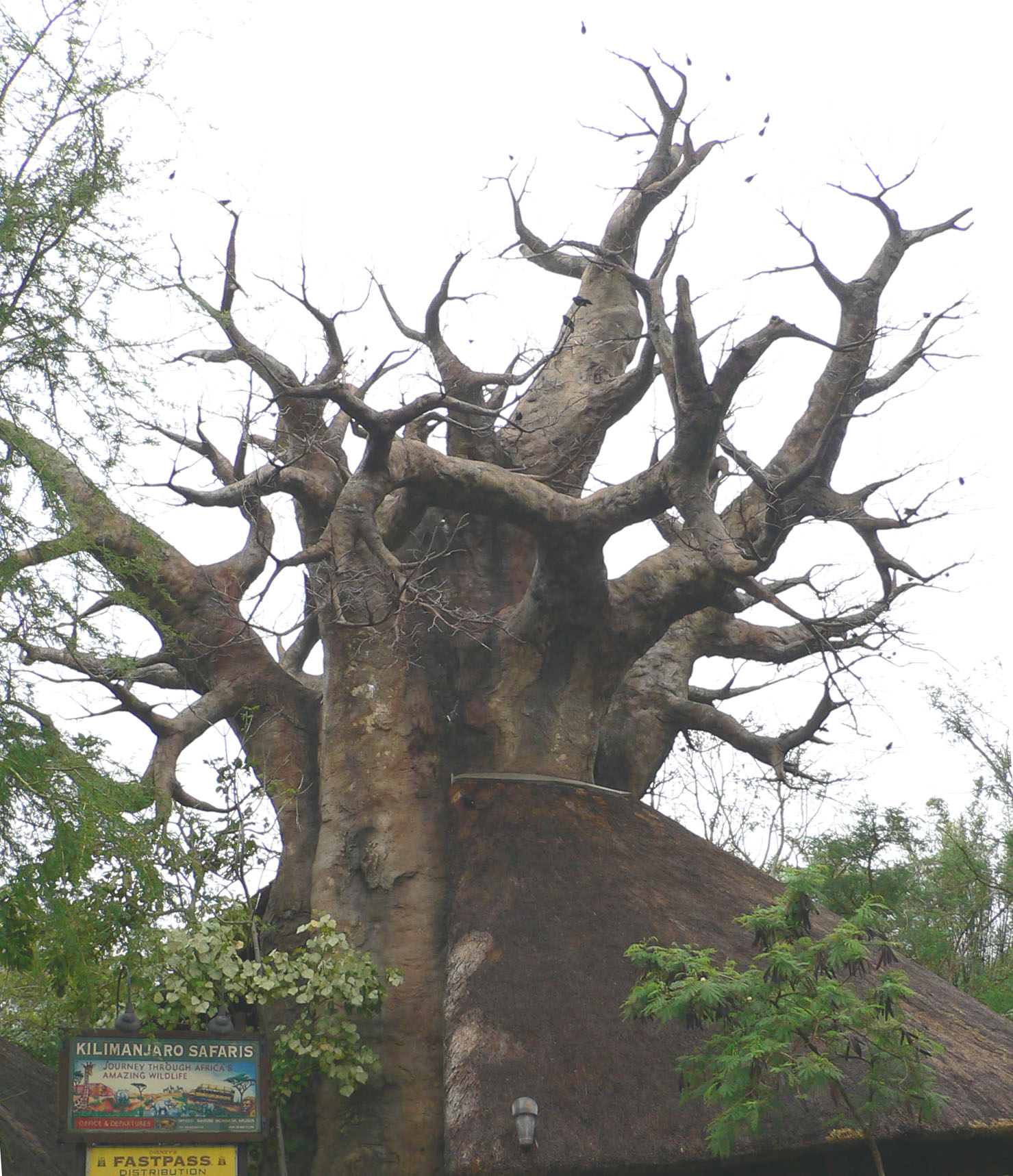
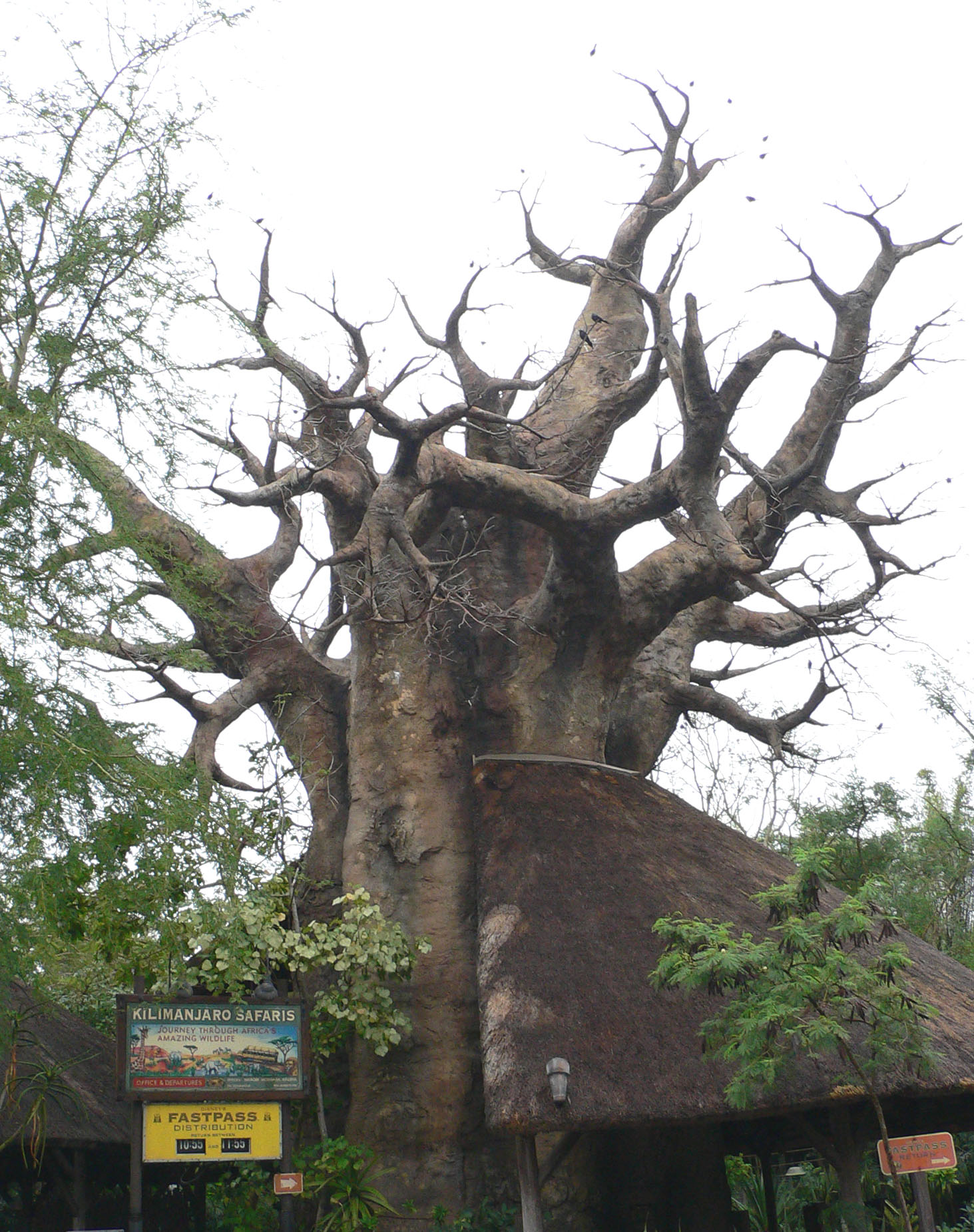
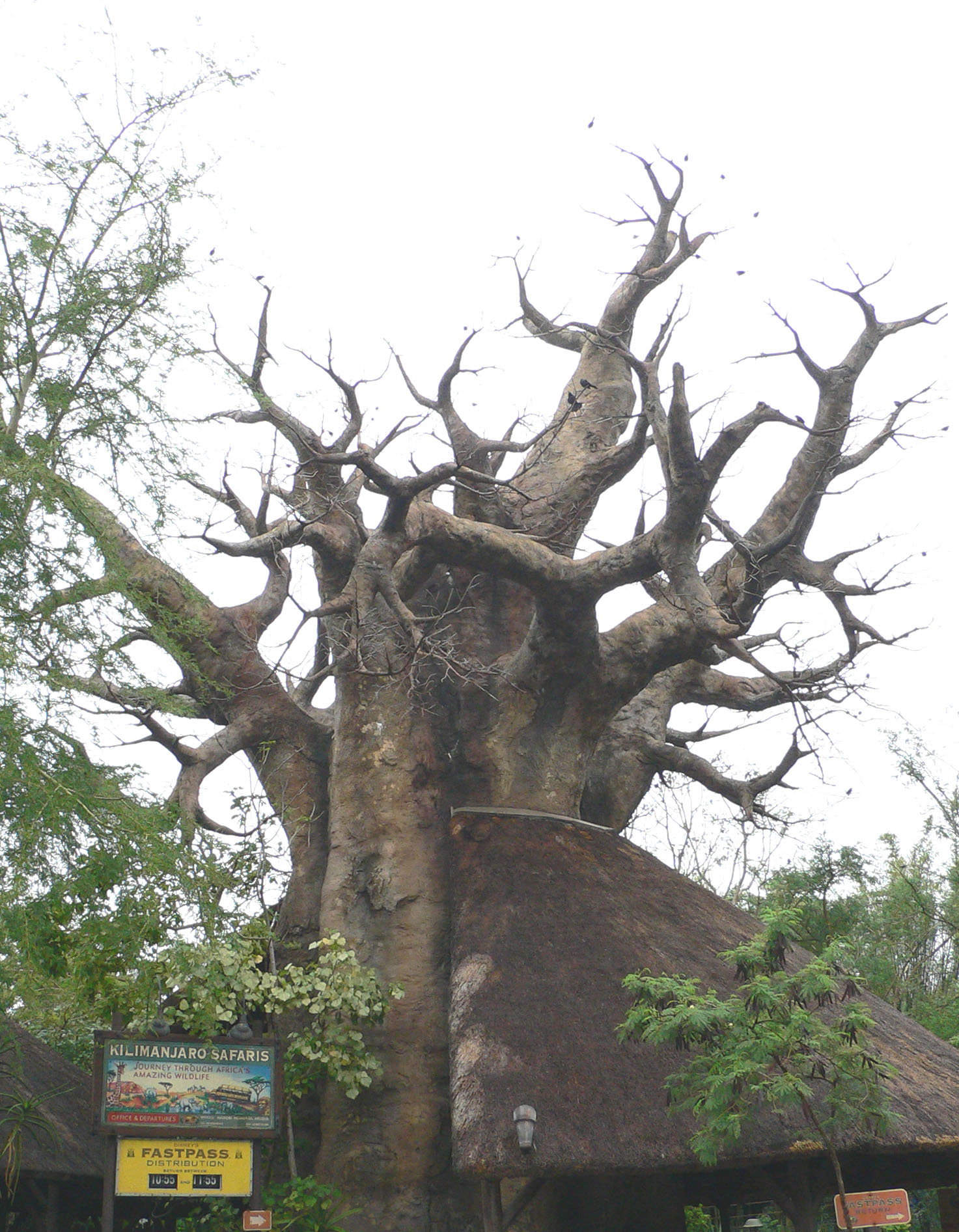
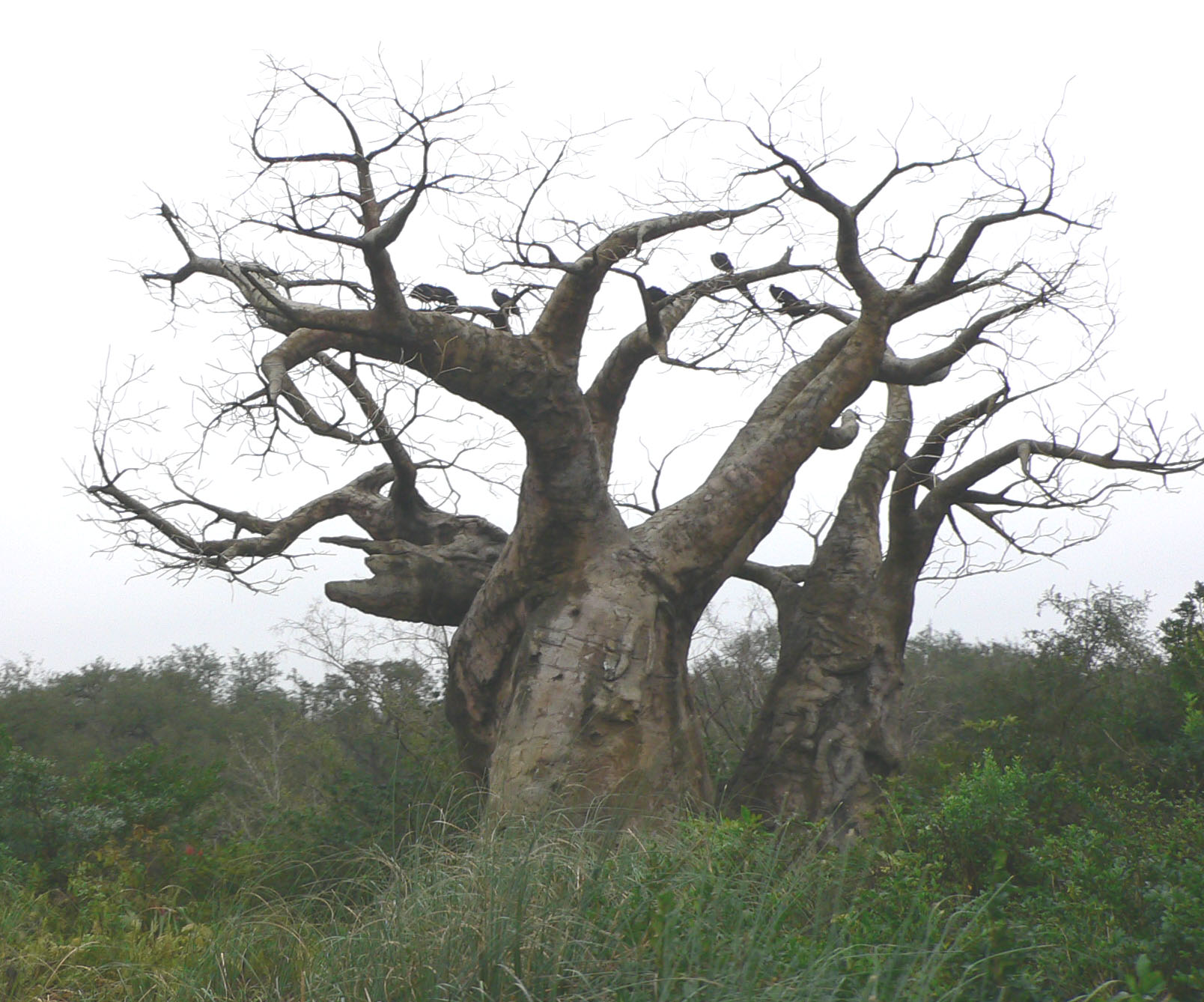